# The Missing Piece
"The Missing Piece" är en låt framförd av Paul Rey i Melodifestivalen 2021. Låten som deltog i den första deltävlingen, gick vidare till andra chansen, där han sedan gick vidare till final. Väl i finalen slutade han på sista plats.
Låten är skriven av artisten själv, Fredrik Sonefors och Laurell Barker.